# Psatiriani
Gli psatiriani erano una setta ariana attiva agli inizi del V secolo.
Il fulcro dell'arianesimo era l'affermazione che il Figlio non era stato generato da Dio, ma creato da esso: sorse quindi la questione se Dio potesse essere chiamato "Padre" pur non avendo generato. Doroteo di Antiochia sosteneva che Dio non fosse stato né potesse essere chiamato "Padre" prima dell'esistenza del Figlio; al contrario, Marino di Tracia sosteneva che Dio era sempre stato "Padre", anche prima dell'esistenza del Figlio (Socrate Scolastico insinua che Marino fosse spinto dalla ripicca a seguito della minore reverenza di cui era fatto oggetto).
Le due fazioni si separarono nel 485 circa, con i seguaci di Doroteo che mantennero i luoghi di raccolta che possedevano e quelli di Marino che costruirono oratorii separati per sé. I seguaci di Marino presero il nome di "psatiriani", in quanto uno dei loro più devoti membri era un certo Theoctistus (Teoctisto), un siriano che vendeva torte, in greco ψαθυροπώλης, Psathyropoles. Tra i sostenitori di questa posizione era Selenas, vescovo dei Goti, e per questo motivo la setta prese anche il nome di goti. Accadde presto che si aprirono delle frazioni all'interno del gruppo, tra Marino e un certo Agapio, sostenuto dai Goti; Socrate Scolastico racconta che si trattava di questioni di precedenza e che molti seguaci, disgustati da ciò, divennero "omoousiani".
Durante il consolato del magister militum praesentialis goto Plinta (419), che era un membro della setta, gli psatiriani decisero di riappacificarsi con i seguaci di Doroteo, e stabilirono una sorta di legge in base alla quale era proibito trattare nuovamente la questione che li aveva fatti separare. Pare, però, che la riconciliazione avesse effetto solo a Costantinopoli e che nelle altre città le due fazioni rimanessero separate.